# Kanton La Roche-Bernard
Kanton La Roche-Bernard (francouzsky Canton de La Roche-Bernard) je francouzský kanton v departementu Morbihan v regionu Bretaň. Tvoří ho osm obcí.

## Obce kantonu
- Camoël
- Férel
- Marzan
- Nivillac
- Pénestin
- La Roche-Bernard
- Saint-Dolay
- Théhillac